# Louis Bonniot de Fleurac
Louis Victor Marie Bonniot de Fleurac (París, 19 de novembre de 1876 - París, 20 de març de 1965) va ser un atleta francès que va competir a principis del segle xx.
El 1904 es proclamà campió de França dels 4.000 metres obstacles i el 1906 va prendre part en els Jocs Intercalats d'Atenes, on disputà la cursa de les cinc milles.
Dos anys més tard, als Jocs Olímpics de Londres, guanyà la medalla de bronze en la cursa de les tres milles per equips, formant equip amb Joseph Dréher, Paul Lizandier, Jean Bouin i Alexandre Fayollat. En aquests mateixos Jocs també disputà les proves dels 3200 metres obstacles i els 1500 metres, però quedà eliminat en sèries.